# Durchtreiber

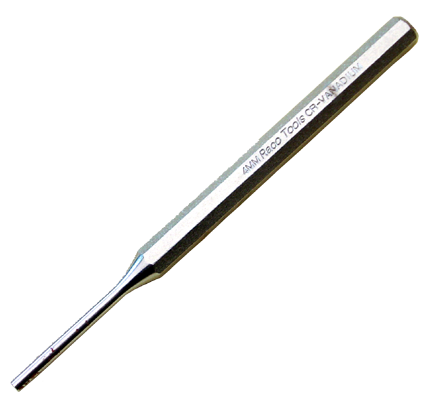
Durchtreiber

Ein Durchtreiber (auch Austreiber) ist ein Werkzeug, das aus einem Handgriff mit einem langen, in der Regel zylinderförmigen Dorn besteht (in dieser Form auch als Splinttreiber oder Splintentreiber bezeichnet). Er wird dazu verwendet, Niete, Stifte, Federstifte, Bolzen, Splinte und andere Verbindungselemente ein- oder auszutreiben.

## Durchschläger
Der Durchschläger (auch Durchschlagdorn genannt) ist eine Sonderform des Durchtreibers, dessen Dorn leicht konisch geformt ist, jedoch meist mit flacher Spitze. Diese Form wird beim Schmieden dazu verwendet, Löcher in glühendes Metall zu schlagen.
Nicht zu verwechseln ist diese Form mit dem Körner, dessen Spitze spitz verläuft und sich bei hohen Temperaturen unter Druck verformen würde.